# 江口亮輔
江口 亮輔（えぐち りょうすけ、1984年8月12日 - ）は、愛知県清須市出身の元プロ野球選手（投手）。左投左打。

## 経歴
愛知県一宮市の大成高校（大成高校の野球部は江口の代で廃部）出身。高校時代は打者としても高い評価を受けたが、腰痛を抱えており、投手としてフル稼働できる状態ではなかったことも一因であった。
愛知学院大学にはセレクションで入学。同校の野球部寮では当時4年生でエースだった筒井和也と相部屋だった。2005年、3年時の第54回大学選手権で初戦救援登板したが平野佳寿投手擁する京産大に12奪三振完投で敗れる。同年秋は第36回明治神宮大会2回戦で先発し、高市俊投手擁する青学大相手に6回2失点で交代もチームはサヨナラ勝ちして準決勝進出。2006年、4年時の第37回明治神宮大会は初戦（2回戦）の大隣憲司投手擁する近大戦で救援登板したが決勝打を浴びて2-3で敗戦。秋は明治神宮大会代表決定戦の決勝で同じ愛知大学野球リーグ2位の中京大を相手に完封して、本大会出場したが初戦の近大戦で救援したが9回に失点して惜敗。通算28試合登板し11勝1敗。
2006年、千葉ロッテマリーンズに大学生・社会人ドラフト5巡目で指名を受け、11月30日に仮契約し、入団。
2007年、2008年と一軍登板はなく、2009年は怪我の影響もあり二軍でも登板がなかった。同年10月1日、戦力外通告を受ける。
2010年春、野球教室～Eguchi～（現・野球教室～Will～）をオープンした。

## 選手としての特徴
140km/h台のストレートとキレの良い大きく縦に割れるカーブを得意としている。
他に特筆すべきは、走者を釘づけにする牽制のテクニックであり、中部大学戦では4回を投げて4つの牽制死をとっている。

## 人物・エピソード
元ソフトボール日本代表の江口未来子は実妹である。

## 詳細情報

### 年度別投手成績
- 一軍公式戦出場なし

### 背番号
- 69 （2007年 - 2009年）